# Wrona floreska
Wrona floreska (Corvus florensis) – gatunek średniej wielkości ptaka z rodziny krukowatych (Corvidae). Endemit wyspy Flores w Indonezji. Bliski zagrożenia wyginięciem. Nie wyróżnia się podgatunków.

## Zasięg występowania
Wrona floreska to endemiczny gatunek indonezyjskiej wyspy Flores wchodzącej w skład Małych Wysp Sundajskich. Widuje się ją głównie na nizinach w zachodniej połowie wyspy. W 2001 roku informowano o znalezieniu tych ptaków także na sąsiedniej wyspie Rinca, ale status występowania tam nie jest pewny – w ocenie statusu zagrożenia gatunku z 2024 roku sporządzonej przez BirdLife International wyspa ta nie została wymieniona.

## Charakterystyka
Wrona floreska mierzy około 40 cm długości. Upierzenie w całości czarne, ciemne tęczówki. Dziób jest do połowy pokryty piórami. Jest mniejsza od wrony wielkodziobej i ma mniej masywny dziób.
Wydaje wysokie odgłosy, różnie schodzące w niższe tony kwaaa, kawaraa i waak powtarzane 1–3 razy, ostre rezonansowe dźwięki i świszczące, rechotliwe zawołania kontaktowe.

## Ekologia
Naturalnym siedliskiem wrony floreskiej są subtropikalne lub tropikalne lasy pół-zimozielone i wilgotne lasy monsunowe. Występuje zwłaszcza wzdłuż cieków wodnych od poziomu morza po 1000 m n.p.m., przesiadując głównie w koronach drzew. Nad wybrzeżami spotyka się wronę floreską w otwartych zadrzewieniach bambusów, otwartych monsunowych zadrzewieniach lub w buszu, czyli na obszarach bardzo suchych i lekko zadrzewionych. Żeruje na skrajach lasów i przyległych terenach uprawnych. Odnotowywano ją też w lasach zdegradowanych. Badania dowodzą, że nigdy nie był to ptak liczny, choć więcej tych wron można spotkać na bardziej dziewiczych terenach. Najczęściej spotyka się pojedyncze okazy.

## Status
Międzynarodowa Unia Ochrony Przyrody (IUCN) od 2024 roku klasyfikuje wronę floreską jako gatunek bliski zagrożenia (NT, Near Threatened); wcześniej, od 2000 roku uznawała ją za gatunek zagrożony (EN, Endangered), a od 1994 roku za gatunek narażony (VU, Vulnerable). Liczebność populacji nie jest znana, ale ptak ten opisywany jest jako rzadki w środowiskach leśnych. Trend liczebności oceniany jest jako spadkowy. Gatunkowi zagraża przede wszystkim utrata i fragmentacja naturalnych siedlisk przez rolnictwo. Wylesianie umożliwiło większej wronie wielkodziobej (C. macrorhynchos) rozszerzenie zasięgu na Flores, co może skutkować drapieżnictwem gniazdowym, gdy te dwa gatunki krukowatych wejdą w bliższy kontakt. Niektórzy mieszkańcy wyspy uważają wronę floreską za szkodnika podbierającego jaja kurom i zdarzało się, że wykładano jaja nasączone DDT w celu otrucia tych wron.